# Priscil·lià
|  | Per a altres significats, vegeu «Priscil·lià (governador)». |

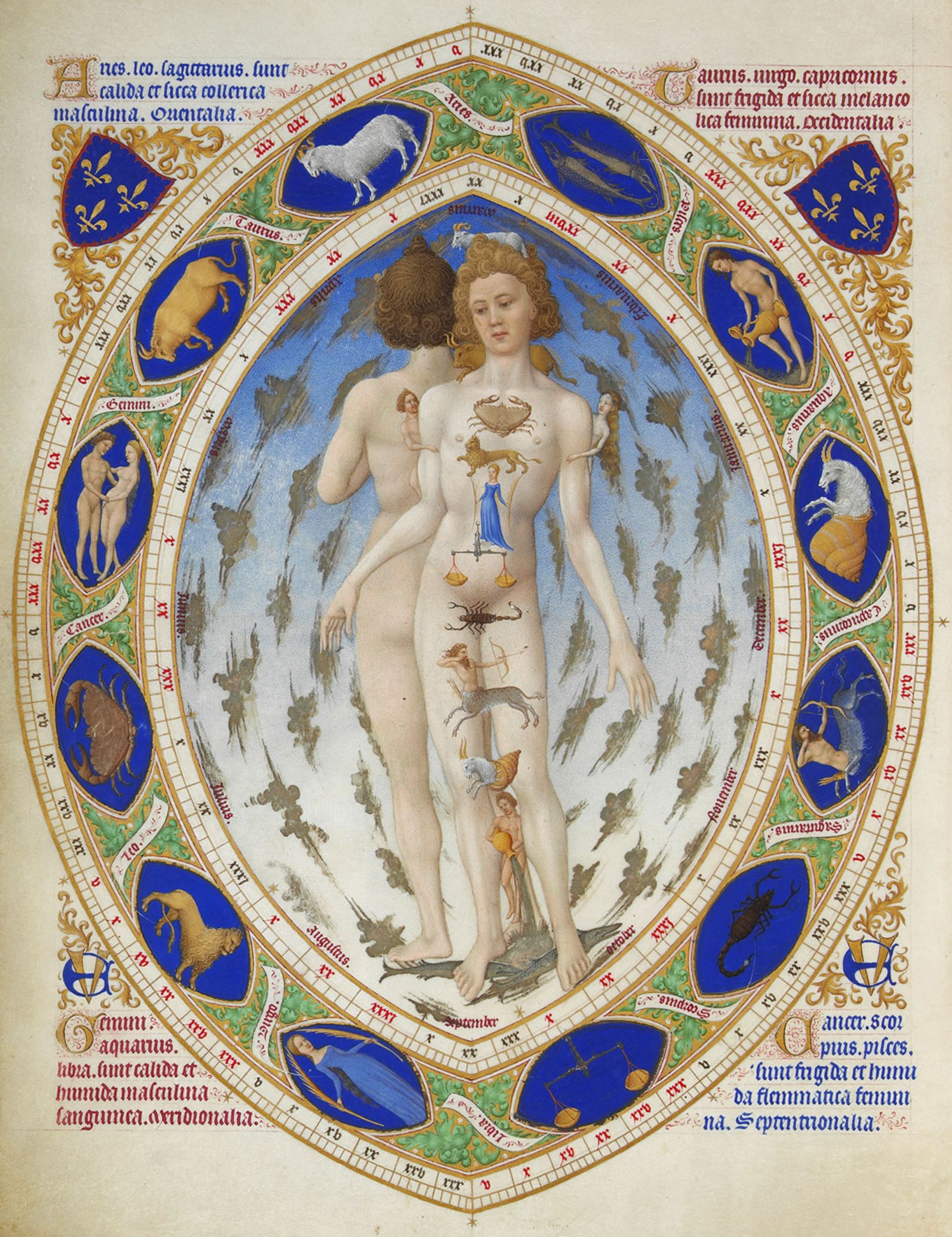
«Priscil·lià va ensenyar que els noms dels Patriarques corresponen a les parts de l'ànima, i de manera paral·lela, els signes del Zodíac es corresponen amb parts del cos». Cita d'Orosi, al seu Communitorium d'errore Priscillianistarum et Origenistarum.

Priscil·lià d'Àvila (Gal·lècia?, vers 340 - Civitas Treverorum, actual Trèveris 385) fou bisbe hispà, fundador del priscil·lianisme considerada heretgia per l'Església Catòlica Romana. Fou, al costat d'altres companys, el primer heretge ajusticiat pel govern secular en nom de l'Església.

## Orígens i primers passos
Segons Pròsper d'Aquitània, es creu que va néixer a la província romana de Gal·lècia, en l'entorn d'una família senatorial.
Però per les referències del seu origen noble és probable el seu lligam amb la Bètica o Lusitània, on hi havia un major desenvolupament de fundus aristocràtics que a Gal·lècia, encara que altres autors han assenyalat una major importància d'aquest tipus de latifundis al nord-oest de la península Ibèrica de la considerada fins ara.
Entorn de l'any 370 viatjà a Burdígala (Bordeus) per formar-se amb el retòric Delphidius. Als afores d'aquesta ciutat funda una comunitat de tendència rigorista al costat del seu mentor i la dona d'aquest, Eucrocia. Se li reconeix una relació amb la filla d'ambdós, Prócula, encara que Jeroni d'Estridó fa menció a una dona cridada Gala com la seva parella oficial. El seu principal adversari, Itaci d'Ossonoba,
atribueix els seus coneixements d'astronomia i màgia a un tal Marc de Memfis. Tanmateix, aquest nom sembla remetre a un mag alexandrí del segle i citat per Ireneu de Lió en seu Adversus haereses. Cap al 379, durant el consolat d'Ausoni i d'Olibri torna al nord-oest peninsular i comença el seu període predicant. Les seves idees van obtenir gran èxit, en especial entre les dones i les classes populars, pel seu rebuig de la unió de l'Església amb l'Estat imperial i de la corrupció i enriquiment de les jerarquies. Davant de la ràpida extensió dels seus ensenyaments, Higini de Còrdova, el successor d'Osi, envia una carta informant de la situació el bisbe de la seu metropolitana d'Emerita Augusta (Mèrida, capital de la Dioecesis Hispaniarum), Hidaci.

## Conflicte
Aquests dos bisbes, al costat d'Itaci d'Ossonoba, convoquen el Concili de Cesaraugusta (actual Saragossa) l'any 380 (altres fonts el situen uns anys abans (378), a fi de condemnar les idees priscil·lianistes. A aquest sínode van acudir dos bisbes aquitans i deu hispans, la qual cosa sembla indicar una forta i ràpida expansió del moviment ascètic iniciat per Priscil·lià, però l'absència dels dos principals bisbes acusats de priscil·lianistes, Instanci i Salvià, evita la condemna en ferm. Les actes diuen que el bisbe d'Astorga, Sinfosi (pare de Dictini d'Astorga, qui anys més tard ocupà aquesta seu) va abandonar el Concili al segon dia. Aquest prelat ocupà anys després un lloc rellevant entre els deixebles de l'heretge galaic. El bisbe Valeri, amfitrió del sínode, recull les recomanacions de Damas I, bisbe de Roma, d'evitar la condemna in absentia. Poc després aquests dos bisbes (Instanci i Salvià) elevaran a Priscil·lià a la seu vacant d'Abula (Àvila).
En un intent d'apropar actituds, Instancio i Salviano viatgen a Emerita Augusta (Mèrida) per entrevistar-se amb Hidaci però es veuen obligats a fugir d'una turma d'exaltats arengada pel bisbe metropolità.
Es produeix llavors un nodrit creuament d'acusacions epistolars entre priscil·lianistes i ortodoxos. Cal tenir en compte que l'extensió dels ensenyaments de Priscil·lià es produeix a tots els estrats socials, incloent moltes famílies influents de gairebé totes les províncies hispanes. Finalment, una carta enviada per Hidaci a Ambròs de Milà, bisbe de Mediolanum (Milà), on estava instal·lada la cort imperial, convenç aquest per obtenir un rescripte de l'emperador Gracià excomunicant i desterrant de les seves seus Priscil·lià i els seus seguidors.

## Viatge
L'any 382 Priscil·lià decideix viatjar a Roma per defensar-se, però el bisbe de Roma — Damas I — en plena pugna per obtenir la primacia de la seu romana i convertir-se, així, en el primer Papa «oficial», i també de família oriünda d'Hispània, es nega a rebre'l per no considerar-se competent per anul·lar un rescripte de l'emperador. Finalment viatja a Milà, i aprofita l'absència de Gracià per convèncer a seu magister officiorum (majordom major) Macedoni que anul·lés l'anterior decret imperial. D'aquesta manera torna a Hispània, reafirmant la situació del seu grup i aconseguint, de passada, que Itaci sigui acusat de pertorbador de l'Església. El procònsol Volvenci ordena la detenció del bisbe anti-priscil·lianista i aquest es veu obligat a fugir a Civitas Treverorum (Trèveris), sota l'empara del bisbe Britto.
L'any 383 el també hispà Magne Màxim, governador de Britànnia, creua a les Gàl·lies al capdavant de 130.000 soldats fent fugir l'emperador Gracià, a qui finalment assassina en una emboscada als boscos de Lugdúnum (actual Lió). Les seves legions l'aclamen com a nou emperador d'Occident, però aquest nomenament no és vist amb bons ulls per Teodosi, emperador dels territoris orientals. Aquesta situació delicada li fa cercar suports a l'Església Catòlica, al seu torn necessitada d'empara institucional per enfrontar-se als nombrosos moviments dissidents que l'assetgen (arrians, rigoristes, binionites, patripasians, novacians, nicolaites, ofites, maniqueus, homuncionites, catàfriges, borborites, o els mateixos priscil·lianistes).

## Condemna
En aquesta aliança de conveniència s'enquadra el desenvolupament posterior dels esdeveniments: l'Església oficial s'enfronta a un moviment popular molt estès per tota la península Ibèrica i bona part de les Gàl·lies, i Magne Màxim desitja allargar la mà en forma de condemna oficial al priscil·lianisme. Però l'aplicació d'una sentència per heretgia comporta la confiscació per l'estat de tots els temples de la secta, el que no interessa a la jerarquia eclesiàstica ni serveix als interessos de l'emperador. D'aquesta manera es dissenya un procés judicial ad hoc que pretén condemnar als bisbes hispans per maleficium (bruixeria). Aquesta sentència, més favorable a les arques del nou emperador, inclou la requisa de totes les propietats personals dels acusats, que, pertanyen a pudents famílies hispanes, sense afectar el patrimoni eclesiàstic.
Es convoca, llavors, un nou concili a Bordeus al qual decideixen acudir Priscil·lià i alguns dels seus seguidors, i en el qual és condemnat de nou l'heretgia priscil·lianista, però del qual només s'obté de facto la deposició d'Instanci de la seva seu. Durant la celebració d'aquest conclave, una multitud alienada lapida Urbica, una deixebla de Priscil·lià. Aquest abandona el conclave i es dirigeix al nord, a Trèveris, a la Germània Superior, on Màxim ha establert la seva cort, per convèncer l'emperador que intervingui a favor del seu grup, sense saber que allà Itaci d'Ossonoba ja ha teixit un complot per posar fi a la seva vida.
L'any 385 Priscil·lià arriba a Trèveris, on és acusat, a través d'Evodi, prefecte de l'emperador, de la pràctica de rituals màgics que inclouen danses nocturnes, l'ús d'herbes abortives i la pràctica de l'astrologia cabalística.
Després d'obtenir mitjançant tortura una confessió del mateix Priscil·lià, fou decapitat al costat dels seus seguidors Felicíssim, Armeni, Eucròcia (la vídua de Delfidi), Latronià, Aureli i Asarí. Tots ells es converteixen en els primers heretges ajusticiats per l'Església Catòlica a través d'una institució civil (secular).

## Priscil·lianisme
Després de l'execució de Priscil·lià el moviment herètic es va mantenir en vigor durant almenys dos segles més, sobretot en la seva Gallaecia d'origen, com ho demostren els successius concilis convocats per tractar el tema.
Immediatament després del procés de Trèveris, Màxim envia dos comissaris a Hispània per depurar les seus episcopals de tot rastre de priscil·lianisme, iniciant-se una cadena d'execucions i deportacions que van acabar per despertar les ires de sectors de l'església oficial descontents amb el curs dels esdeveniments. Sant Martí de Tours, Jeroni d'Estridó i Ambròs de Milà representaven una facció, dins del quadre d'ortodoxos lleials a Roma, que s'havia oposat des d'un principi a la ingerència imperial en assumptes eclesiàstics. Són aquests Pares de l'església, en especial Martín, els qui detenen el desproporcionat moviment itacià, denominat així pel seu principal impulsor, Itaci, bisbe d'Ossonoba.

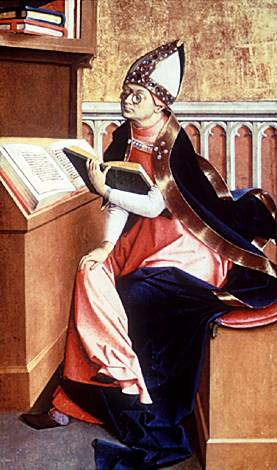
Sant Agustí d'Hipona, un dels pares de l'església més actius contra el priscil·lianisme.

L'any 388 Màxim és derrotat i decapitat per Teodosi, i la situació es capgira fins al punt que el mateix Itaci és excomunicat el 389 per la seva implicació directa en el judici secular contra Priscil·lià. Aquest any, segons Sulpici Sever, diversos deixebles viatgen fins a Trèveris amb el permís de Roma per exhumar les restes del seu líder i dur-les a la seva Gallaecia natal. Al capdavant d'aquesta delegació es troba Dictini, autor d'un dels pocs opuscles priscil·lianistes dels quals es coneix la seva existència (encara que no se'n conserva cap exemplar). D'aquest llibre, titulat Libra, es conserven tan sols referències indirectes a l'obra d'Agustí d'Hipona Contra mendacium. Refereix aquest autor que els priscil·lianistes consideren lícit mentir per protegir la seva existència, fins al punt que es recull una contrasenya mitjançant el qual es reconeixen: Iura, periura, secretum prodere noli (jurament d'inviolabilitat dels secrets del grup, fins i tot a costa de mentir).
L'any 396 es convoca un Concili a Toledo en el qual els seguidors de Priscil·lià abjuren de les seves idees i declaren haver abandonat els errors de la secta, però la constatació de la pervivència de costums priscil·lianistes (consagració de l'eucaristia amb llet i raïms, dejuni, la presència de clergues amb el cabell llarg...) obliga a la celebració d'un nou Concili de Toledo l'any 400. En aquest sínode s'assegura que onze dels dotze bisbes de la Gallaecia eren priscil·lianistes. L'únic bisbe no priscil·lianista era el de la diòcesi de Bretoña, no galaica, sinó britànica. Entre els segles iv i v milers de celtes de la província romana de Britànnia sota el comandament del bisbe Maeloc creuen a Armòrica, a la Gal·lia, i a Gallaecia, fundant la província-bisbat de Bretoña. Un parell de segles després serà també un monjo bretó, Pelagi (heresiarca), el que anunciï el descobriment de la tomba de l'apòstol Santiago). Les actes d'aquest concili recullen el testimoni d'abjuració de la seva heretgia de Simposi, el seu fill Dictini i el prevere Comasi.
Després de la mort de Màxim, Teodosi es proclama emperador d'Orient i Occident; però la seva mort en el 395 deixa de nou l'imperi dividit entre els seus dos fills. Al major, Arcadi, li corresponen els territoris orientals i al jove Honori, amb tot just onze anys, l'Imperi Romà d'Occident, tutelat per Estilicó. El moviment priscil·lianista s'ha anat transformant en aquest temps en una societat secreta, que exerceix el suficient poder al nord-oest peninsular perquè el papa Innocenci I decreti la Regula fidei contra omnes hereses, maxime contra Priscillianistas l'any 404. Entre les files del moviment priscil·lianista alguns autors han inclòs Baquiari, un monjo itinerant de finals del segle iv, i Egèria, autora de la primera crònica de viatges a Terra Santa del cristianisme escrita per una dona.
L'any 409 Honori defineix la seva política decantant-se en contra del moviment priscil·lianista, condemnant els seus seguidors a perdre els seus béns i drets civils, arribant a imposar multes als funcionaris civils remisos a perseguir l'heretgia.
És l'any en què les invasions bàrbares dels germànics desbordaren l'imperi, i el priscil·lianisme sobrevisqué al nord-oest peninsular, sobretot en l'entorn rural, a l'empara de la independència política de Roma. A mitjan segle v, sant Toribi, bisbe d'Astorga, es va aplicar a arrabassar de mans dels fidels tots els llibres priscil·lianistes i, comprenent que encara aquest remei era ineficaç, va remetre al papa Lleó I el Communitorium, enumeració dels errors consignats als llibres apòcrifs, i el Libellus, on refutava el priscil·lianisme. Sant Lleó va aconsellar la celebració d'un concili a Toledo, o un sínode de bisbes galaics, si l'anterior fos impossible per l'estat d'independència política de Gallaecia respecte a Roma i el conflicte generalitzat a la península Ibèrica. Es va convocar el sínode d'Aquis Caelenis (actual Caldas de Reis), on els heterodoxos, encara aparentant admetre l'Assertio fidei, van perseverar en les seves doctrines i pràctiques, fins al segle vi. Finalment el primer Concili de Braga (561) torna a fer referència al problema, condemnant-se en set dels seus disset cànons les proposicions priscil·lianistes. El segon concili de Braga, celebrat diversos anys després, encara reflecteix a les seves actes al·lusions a la secta, i fins i tot apareix una al·lusió en el Quart Concili de Toledo (683), en el qual es condemna, com a xacra priscil·lianista, el «delirant pecat» de no tallar-se el cabell de la clerecia gallega.

## Corpus ideològic del priscil·lianisme
Priscil·lià va fundar una escola ascètica, rigorista, de tarannà llibertari, precursora del moviment monacal, inspirada en la tradició gnòstica, i oposada a la creixent opulència de la jerarquia eclesiàstica imperant al segle iv. Els aspectes més polèmics, en qüestions formals, són el nomenament de «mestres» o «doctors» a laics, la presència de dones en les reunions de lectura i el seu marcat caràcter ascètic.
Les fonts principals que informen del particular litúrgia del priscil·lianisme són els cànons promulgats en els successius concilis. En el concili de Cesaraugusta de 380, per exemple, es fa referència a costums indesitjables com «dones que assisteixen a lectures de la Bíblia en cases d'homes amb els qui no tenen parentiu; el dejuni dominical i l'absència de les esglésies durant la quaresma; la recepció de les espècies eucarístiques a l'església sense consumir-les tot seguit; la reclusió en cel·les i retirs a les muntanyes; caminar descalços (nudis pedibus incedere) ».
Va intentar la reforma del clergat a través del celibat i la pobresa voluntària, i posteriorment va ampliar la reforma a tots els fidels. El seu caràcter maniqueu (dualisme ànima-cos, la primera divina, el segon mortal i, per tant, corrupte) porta a l'establiment d'un ascetisme difícil de practicar, establint així les bases (de manera semblant a l'heretgia donatista) del camí de perfecció càtar: una moral més laxa per als fidels i una altra de més estricta per als «perfectes».
Va advocar per la interpretació personal dels textos evangèlics, plantejant el principi del lliure albir. Va exigir que l'Església tornés a unir-se als pobres. Va emfatitzar l'estudi dels símbols i la superació del literalisme en la interpretació de la Bíblia. No és fàcil separar les assercions genuïnes de Priscil·lià de les atribuïdes a ell pels seus enemics, ni de les quals posteriorment van fer grups que van ser etiquetats com a "priscil·lianistes". El fet és que, per aconseguir la seva condemna, va ser acusat d'usar màgia (delicte castigat per la llei romana), de reunions nocturnes amb dones, gnosticisme i maniqueisme, i posteriorment de negar que les tres persones de Déu són diferents i amb això negar el misteri de la Trinitat. El seu pensament real o presumpte és anomenat priscil·lianisme.
Les seves reunions, sovint nocturnes, en boscos, coves o en villae allunyades de les ciutats, i amb el ball com una part important de la litúrgia, incloïen tant homes com dones. Va substituir la consagració oficial amb pa i vi per llet i raïm; va acollir les dones i els esclaus en les sessions de lectura de textos evangèlics (incloent apòcrifs) i va incorporar el concepte de l'emanatisme: l'ànima «sorgeix» d'una espècie de magatzem i ha de descendir fins al món terrenal, on és inevitablement corrompuda pel Maligne. Aquest origen diví de l'ànima, junt amb la concepció sabeliana del dogma trinitari són els principals motius de controvèrsia teològica amb els sectors més ortodoxos de l'Església.
Partidari de la lliure interpretació de Les Escriptures i els Evangelis apòcrifs, va arribar a ser bisbe d'Àvila però no va ser reconegut de forma oficial.

## Tomba

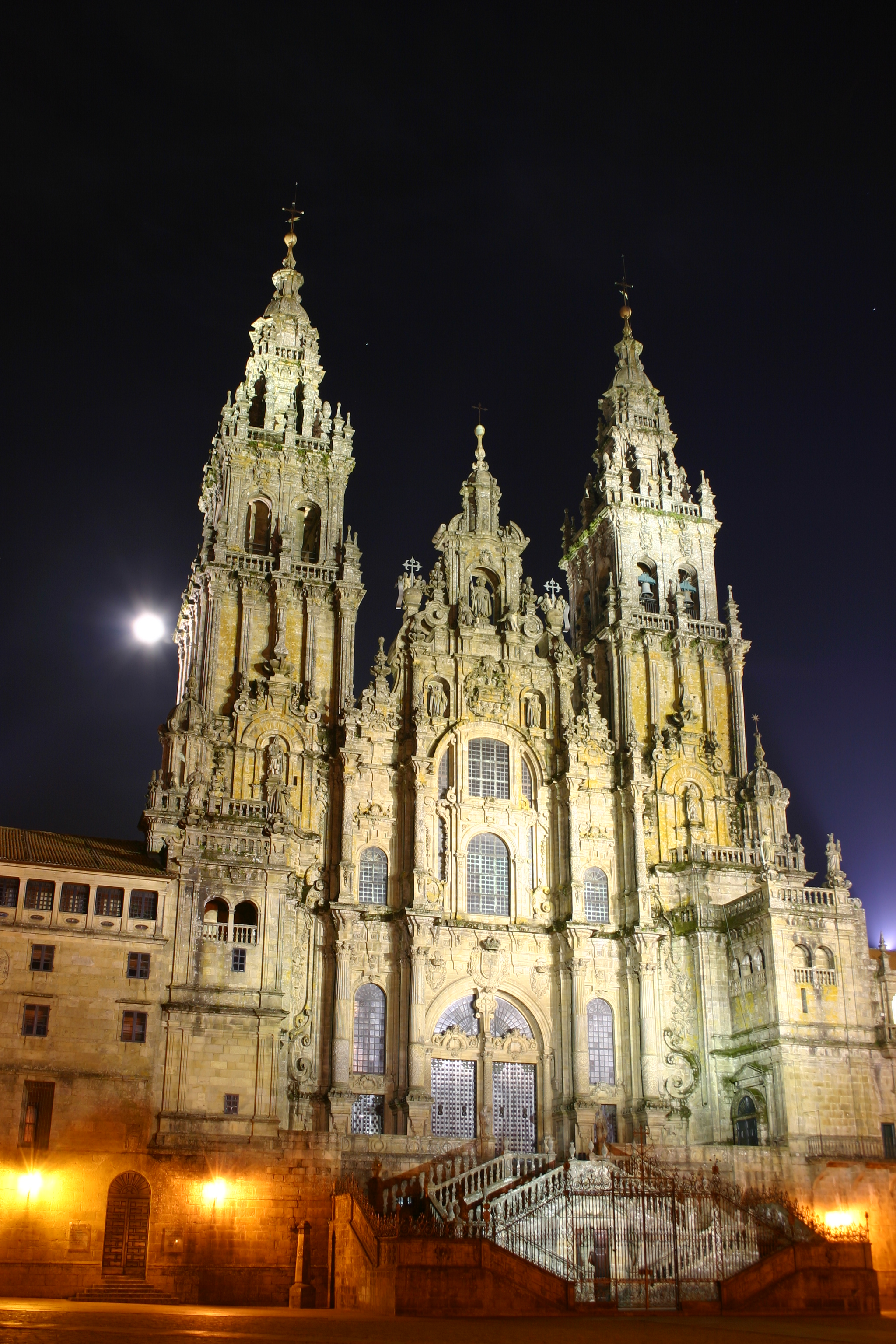
Catedral de Santiago de Compostel·la - Tomba de Priscil·lià?

L'any 813 un ermità anomenat Payo comunica al bisbe Teodomir, bisbe d'Iria Flavia, que al bosc de la seva diòcesi anomenat Libredó es veuen uns llums estranys. El bisbe referirà després al rei Alfons II d'Astúries «El Cast» que buscant l'origen dels llums va trobar un sepulcre, que no dubta d'atribuir immediatament a l'Apòstol santiago. La notícia es feu oficial amb el papa Lleó II.
L'any 1900 l'hagiògraf Louis Duchesne publica a la revista de Tolosa Annales du Midí un article titulat el títol «Saint Jacques en Galice» en el qual suggereix que el que realment està enterrat a Compostela és Priscil·lià, basant-se en el viatge que els seus deixebles van fer amb les restes mortals de l'heretge fins a la seva terra natal. Posteriorment Claudio Sánchez Albornoz i Unamuno es fan ressò d'aquesta hipòtesi que ha passat a convertir-se en una hipòtesi molt popular, alternativa a la tradició cristiana. Oposant-se a aquesta teoria, Monseñor Guerra Campos indica l'existència d'un lloc que podria ser el lloc d'enterrament de Priscil·lià: a Os Martores, pertanyent a la parròquia de San Miguel de Valga, a la província de Pontevedra. Allà hi ha una ermita, dedicada a sant Mamede, en l'interior del qual han aparegut sarcòfags antropomòrfiques tallades en pedra que bé poguessin pertànyer al segle iv. La teoria de Guerra Campos es basa en la denominació popular amb què es va conèixer els deixebles ajusticiats a Trèveris, fins i tot molt temps després de la seva mort: Els màrtirs (en gallec: Os mártires, gallec dialectal Os mártores), sent aquest l'únic topònim d'aquestes característiques a tot Galícia. Una última teoria, plantejada per Celestino Fernández de la Vega, estableix el possible lloc d'enterrament de Priscil·lià en Santa Eulalia de Bóveda, localitat pròxima a Lugo.

## Priscil·lià en la cultura
- Luis Buñuel va recrear part de la vida de Priscil·lià a la seva pel·lícula La voie lactée (La Via Làctia), producció franc-italiana de 1969. El guionista Jean-claude Carrière interpreta al bisbe heretge.[20]
- El periodista Ramón Chao (pare del cantant Manu Chao) va publicar el 1999 una recreació biogràfica lliure en forma de novel·la: Priscil·liano de Compostela, ISBN 84-322-0831-0
- També, la novel·la Peregrinos de la herejía (en anglès Pilgrimage to Heresy) és un conte de la vida possible de Priscil·lià. Autora: Tracy Saunders, Editorial Boveda (Anaya), 2009, ISBN 84-936-6844-3